# 曹彪
曹 彪（そう ひょう）は、中国三国時代の魏の皇族。字は朱虎。豫州沛国譙県（現：安徽省亳州市譙城区）の人。父は曹操。母は孫姫。同母兄は曹上。同母弟は曹勤。子は曹嘉。
太尉の王淩が、曹彪を皇帝に擁立するクーデターを画策していたが、これが露見したため死を賜った（王淩の乱）。

## 生涯
建安21年（216年）に寿春侯、黄初2年（221年）に汝陽公、黄初3年（222年）に弋陽王、のち同年中に呉王に封じられる。
黄初4年（223年）、節気のため兄弟と共に来朝するが、その矢先に異母兄の曹彰が死去。曹彪と異母兄の曹植は帰路を共にしようとしたが、監国使者（諸王を監視する役人）に妨害され、互いに別の道を通って帰国した。この処分に憤激した曹植から詩（「白馬王彪に贈る」）を贈られている。
黄初5年（224年）に寿春王、黄初7年（226年）に白馬王に転封される。文学を好む曹彪はこの頃、白馬国相で学者の賈洪を師と仰ぎ、その礼遇ぶりは大臣にも勝るほどだった。
太和6年（232年）、楚王に転封される。青龍元年（233年）、2年前の来朝時に禁令を犯したことを咎められ、所轄の役人の上奏により3県1500戸の領地を削られた。青龍2年（234年）、大赦を得て領地を回復。景初3年（239年）、500戸を加増され、領邑3000戸となった。
王淩と甥の令狐愚は、時の皇帝曹芳では帝位を担い切れないと考え、年長で才覚のある曹彪の擁立を画策していた。嘉平元年（249年）、令狐愚から派遣された使者に対して曹彪は「厚意は分かった」などと答えている。令狐愚は同年中に病死するが、嘉平3年（251年）、王淩は将軍楊弘を兗州刺史黄華の元へ派遣し、皇帝廃立の計画を告げる。黄華と楊弘は連名でこれを司馬懿に密告。王淩は逮捕された後に自殺した。さらに令狐愚から曹彪の下に派遣されていた張式らが自首し、王淩らの計画が全て明るみに出たことで、曹彪も死を賜った。享年57。妻子は処刑を免れたが平民に落とされ、また配下の属官及び監国謁者は、事情を知りながら補導の義に反したかどで、ことごとく誅殺された。
子の曹嘉は正元元年（254年）の詔勅により罪を許され、皇族に復帰、常山真定王に封じられた。さらに景元元年（260年）に加増を受け、併せて2500戸を領した。魏の滅亡後は西晋に仕え、高邑公に転じた。

## 白馬王彪に贈る
- 異母兄の曹植が曹彪に贈った詩。

（序）
…黄初四年夏五月、白馬王（曹彪）・任城王（曹彰）
余と具（とも）に京師（洛陽）に朝し、節気に会す。
洛陽に到りて、任城王薨ず。秋七月に至り
白馬王と与（とも）に国に還らんとす。後に有司（やくにん）
二王の藩に帰るに、道路宜しく宿止を異にすべきことを以てす。
意（こころ）は毒（はなはだ）しく之（これ）を恨めり
蓋（けだし）大別（永遠の別れ）は数日に在るを以てなり。
是を用（もっ）て自ら剖（さ=裂）き、王と辞し
憤りて篇（へん）を成せり…
（其の七）
苦心して何かを慮思する
天命、信（まこと）に疑う可し
虚無、列仙を求む
松子（しょうし=仙人）久しく吾を欺きぬ
変故（受難）斯須（ししゅ=瞬間）に在り
離別すれば永く会う無し
手を執るは、将（は）た何れの時ぞ
王、其れ玉体を愛せよ
具（とも）に黄髪（長寿）の期を享けん
涙を収めて長路に即き
筆を授（と）りて、此れ従（よ）り辞す